# CREWSING BASEBALL BEST
『Crewsing BASEBALL BESTX』（クルージング・ベースボール・ベスト）は、ビーグルクルーの2枚目のベスト・アルバムである。2020年6月10日発売。発売元はユニバーサルミュージック。

## 概要
- ビーグルクルーとして2枚目のベスト・アルバムである。

## 収録曲
1. ときめきよ永遠に(Best ver.)
2. いつも笑顔で。(Best ver.)
3. My Place
4. My HERO
5. 熱男〜too Match〜
6. 道〜Route66〜(Best ver.)
7. Try again(Best ver.)
8. 小さなヒーロー(Best ver.)
9. ハピネス(Best ver.)
10. 少年代表
11. The ONE
12. STANDUP
13. You & me
14. My BROTHER
15. うたをうたってー(Best ver.)
16. チームメイト